# Česká šachová extraliga 2016/2017
Česká šachová extraliga 2016/17 byla nejvyšší šachovou soutěží v sezoně 2016/17 v Česku. Zúčastnilo se 12 družstev, přičemž nováčky byly Lokomotiva Brno, který se vrátil po devíti sezónách v nižších soutěžích a Prestige Photo Unichess z Prahy, který se vrátil po dvou sezónách v 1. lize. Třetím nováčkem byl ŠK AD Jičín, který nahradil tým AD Mahrla Praha.
Prvních osm kol bylo odehráno formou dvoukol v sobotu a v neděli, kdy vždy 6 družstev hrálo toto dvoukolo doma a šest venku. Tato dvoukola se odehrála v termínech
8. října/9. října 2016, 10./11. prosince 2016, 28./29. ledna 2017 a 25./26. února 2017. V těchto čtyřech dvoukolech každý celek hrál dva víkendy doma a dva venku, ale domácí celek v zápisu utkání neodpovídá vždy celku, který utkání skutečně hostil. Všechna utkání závěrečných tří kol byla odehrána od pátku 31. března 2017 do neděle 2. dubna 2017 v Brně.
Poosmé v řadě zvítězil 1. Novoborský ŠK, přičemž vyhrál všech 11 zápasů, což se mu povedlo potřetí v historii. 2. místo zopakoval tým Výstaviště Lysá nad Labem, když jedinou ztrátu zaznamenal až v předposledním kole, a sice nejtěsnějším poměrem 3,5:4,5. Tento nejdůležitější zápas rozhodl v jediné resultativní partii na posledním stole Štěpán Žilka výhrou s Vlastimilem Jansou. Na 3. místo dosáhl po jedné sezóně bez medaile tým ŠK Rapid Pardubice. Z extraligy sestoupil nováček Lokomotiva Brno a ŠK AD Jičín, který se do následujícího ročníku kvůli problémům se sponzorem nepřihlásil a umožnil tak záchranu předposlednímu Tatranu Litovel.

## Konečná tabulka
| Poř. | Tým                         | Z  | V  | R | P  | BZ | BP   | VP |
| ---- | --------------------------- | -- | -- | - | -- | -- | ---- | -- |
| 1.   | 1. Novoborský ŠK (EP)       | 11 | 11 | 0 | 0  | 33 | 64,5 | 48 |
| 2.   | Výstaviště Lysá nad Labem   | 11 | 10 | 0 | 1  | 30 | 65,5 | 46 |
| 3.   | ŠK Rapid Pardubice          | 11 | 8  | 1 | 2  | 25 | 50,0 | 25 |
| 4.   | ŠK Slavoj Poruba            | 11 | 6  | 1 | 4  | 19 | 46,0 | 19 |
| 5.   | BŠŠ Frýdek-Místek           | 11 | 5  | 2 | 4  | 17 | 45,5 | 25 |
| 6.   | Labortech Ostrava           | 11 | 4  | 4 | 3  | 16 | 45,0 | 17 |
| 7.   | ŠK AD Jičín (N)             | 11 | 5  | 0 | 6  | 15 | 46,0 | 23 |
| 8.   | SK města Lysá nad Labem     | 11 | 3  | 2 | 6  | 11 | 36,0 | 13 |
| 9.   | ŠK Duras BVK                | 11 | 2  | 3 | 6  | 9  | 41,0 | 18 |
| 10.  | Prestige Photo Unichess (N) | 11 | 2  | 2 | 7  | 8  | 34,0 | 13 |
| 11.  | Tatran Litovel              | 11 | 2  | 0 | 9  | 6  | 31,0 | 9  |
| 12.  | Lokomotiva Brno (N)         | 11 | 0  | 1 | 10 | 1  | 23,5 | 6  |